# تصویر گیگاپیکسلی

«پرترهٔ یک بانوی نجیب‌زادهٔ ساکسون» (Portrait d'une noble dame saxonne)، که در سال ۱۵۳۴ توسط لوکاس کراناخِ پدر (Lucas Cranach l'Ancien) خلق شده است. این اثر هم‌اکنون در موزهٔ هنرهای زیبای لیون (musée des Beaux-Arts de Lyon) حفظ و نگهداری می‌شود. نسخهٔ گیگاپیکسلی این اثر هنری را می‌توان در وب‌سایتِ اِم‌بی‌اِی‌لیون (MBALYON) مشاهده کرد.

تصویر گیگاپیکسلی (به انگلیسی: Gigapixel image) به نوعی تصویر دیجیتالِ بیت‌مپ (digital image bitmap) گفته می‌شود که از یک میلیارد (۱۰⁹) پیکسل (pixel)، و گاه فراتر از آن تشکیل شده‌است. چنین تصویری اطلاعاتی به‌مراتب فراتر (هزاران بار عریض‌تر) از یک تصویر مگاپیکسلی (megapixel) ثبت شده توسط یک دوربین دیجیتال را در خود جای می‌دهد. وضوح بسیار بالای (very high-resolution) این تصاویر، امکان بزرگ‌نمایی عمیق بر جزئیات را بدون کاهشِ محسوسِ کیفیت فراهم می‌کند. برای نمونه، یک تصویرِ مربعی با ابعادِ تقریبیِ «۳۱٬۶۲۳» پیکسل، در شمارِ تصاویر گیگاپیکسلی جای می‌گیرد.
برای ایجاد این‌گونه تصاویر با وضوح بسیار بالا، معمولاً از دو روش اصلی استفاده می‌شود. اولین روش، ساخت تصاویر موزاییکی دیجیتال (digital image mosaics) است که در آن صدها یا هزاران عکس دیجیتال با وضوح بالا به‌دقت و ترکیب در کنار هم قرار می‌گیرند. این فرآیند اغلب با کمک تجهیزات رباتیک و نرم‌افزارهای پیشرفته انجام می‌شود. دومین روش، اسکن نگاتیوهای فیلم با قطع بزرگ است که ابعاد آن‌ها می‌تواند تا «۱۸×۹» اینچ (۴۶×۲۳ سانتی‌متر) برسد. این فرآیند با استفاده از اسکنرهای پیشرفته و با وضوحی بسیار بالا، با حداقل ۳۰۰۰ دی‌پی‌آی (dpi)، انجام می‌شود.
شایان ذکر است که در حال حاضر تنها تعداد معدودی دوربین تخصصی، مانند تلسکوپ پَن-استارز پی‌اس۱ (Pan-STARRS PS1) ویا دوربین «Gigapxl Camera»، توانایی ثبت مستقیم تصویر گیگاپیکسلی با یک بار پیمایش پیوستهٔ صحنه (single sweep of a scene) را دارند.
تصویر گیگاماکرو (gigamacro image) نوعی تصویر گیگاپیکسلی است که در حقیقت، نمایی بسیار نزدیک یا ماکرو (macro) از سوژه را به تصویر می‌کشد.

نمونه‌ای از تصویر گیگاپیکسلی، که از رِندِرینگ یک فِرکتال دوبُعدی (2D fractal) حاصل شده‌است؛ با حجمی در حدود ۲٫۱۵ گیگاپیکسل.

## تراپیکسل
تصویر تراپیکسل (terapixel image) نوعی تصویر است که از یک تریلیون (۱۰¹²) پیکسل یا فراتر تشکیل شده است. اگرچه این نوع تصاویر درحال حاضر (تا سال ۲۰۲۵) نسبتاً نادر هستند، اما چند نمونه از آن‌ها نیز به ثبت رسیده است؛ از جمله این نمونه‌ها، پروژهٔ تراپیکسلِ مرکز تحقیقات مایکروسافت (Microsoft Research Terapixel project) است که برای استفاده در سیستم نمایش فول‌دوم (Fulldome projection system) طراحی شده بود؛ همچنین نمایه‌های ترکیبی (composite) از تصاویر پزشکی که توسط شرکت آپِریو (Aperio) تهیه شده، و تصاویر لَندستِ (Landsat) گوگل ارث (Google Earth) که به صورت تایم‌لپس (time-lapse) قابل مشاهده‌اند و مجموع پیکسل‌های آن‌ها بیش از یک تراپیکسل در نظر گرفته می‌شود.
در سال ۲۰۱۵، نخستین تصویر ماکرویِ تراپیکسلیِ جهان با نام «ترابایت» (Terabite) توسط جی‌گا مکرو (GEE-GAH MAH-KROH) منتشر شد.

## تاریخچهٔ مختصر

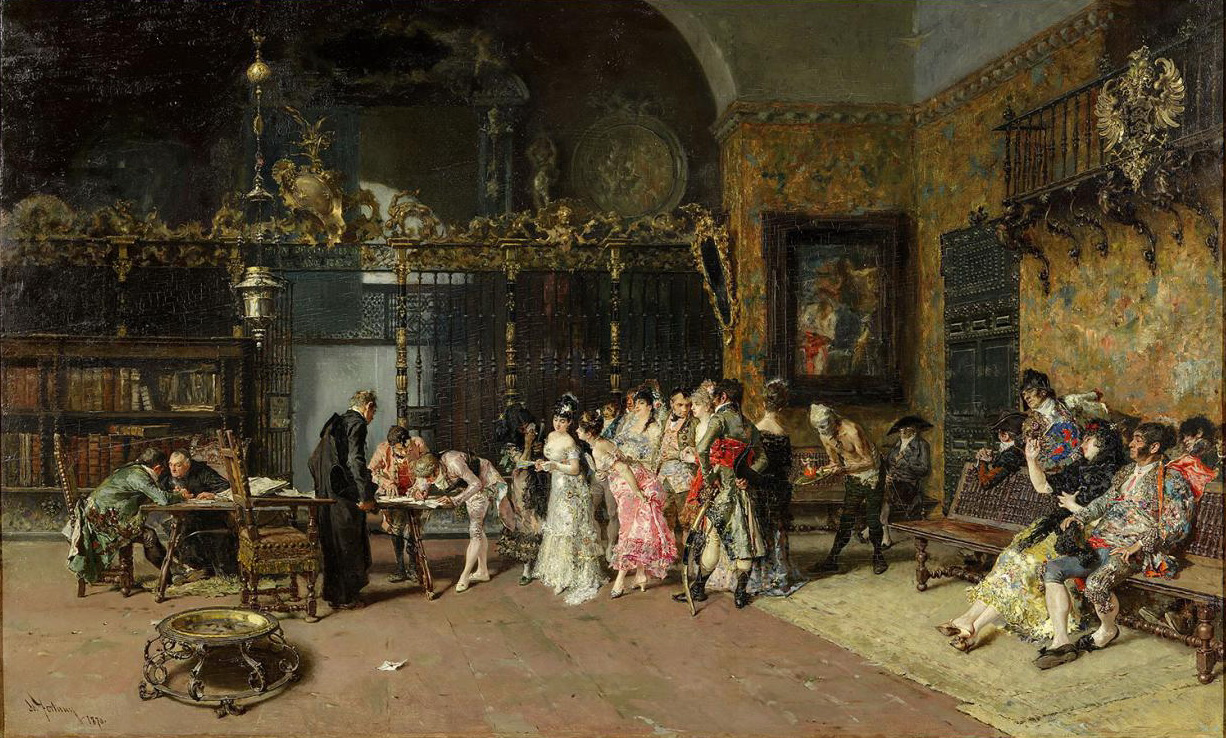
تابلوی «لا بیکاریا» یا عروسی اسپانیایی (عنوان اصلی: La Vicaria؛ عنوان رایج انگلیسی: The Spanish Wedding) اثرِ ماریانو فورتونی (Marià Fortuny) که به همتِ پاتریمونی.جِنکت (patrimoni.gencat) دیجیتالی گردیده است.

گرچه اندیشهٔ ثبت تصاویری با جزئیات بسیار بالا پیشینه‌ای طولانی دارد، اما پیدایش و گسترشِ حقیقیِ تصاویر گیگاپیکسلی به تحولات فناورانهٔ دهه‌های نخست قرن بیست و یکم بازمی‌گردد. ارتقاء مداومِ حسگرهای دوربین با مگاپیکسل‌هایِ بالاتر، افزایش توانِ پردازشِ رایانه‌ها، پیشرفت در الگوریتم‌هایِ ترکیب و چسباندن تصاویر (stitching algorithms)، و گسترشِ فضای ذخیره‌سازیِ دیجیتال، همگی دست به دست هم دادند تا امکان تولید، ذخیره و به‌اشتراک‌گذاری این تصاویر عظیم فراهم شود. پروژه‌های پیشگام در این حوزه عمدتاً در زمینهٔ عکاسی سراسرنما (panoramic photography) فعالیت داشتند، اما در گذر زمان، دامنهٔ کاربرد تصاویر گیگاپیکسلی به حوزه‌هایی چون هنر، علم، آموزش و کاوش فضایی نیز گسترش یافت.

## فناوری‌های نمایش و کاوش
به دلیل ابعاد فوق‌العاده بزرگِ تصاویر گیگاپیکسلی، نمایش کاملِ آن‌ها بر روی نمایشگرهای رایج یا بارگذاری مستقیم در مرورگرهای وب معمولاً یا امکان‌پذیر نیست یا با افت کارایی و تجربه کاربری همراه است. به همین سبب، برای نمایشِ روان و کاوشِ تعاملی در این تصاویر، از فناوری‌هایِ نمایش قطعه‌قطعه (Tiled Display Technologies) و نمایشگرهای بزرگ‌نمایی ژرف (Deep Zoom Viewers) بهره گرفته می‌شود. در این شیوه، تصویر اصلی به هزاران قطعهٔ کوچک (tile) تقسیم شده و تنها بخش‌هایی از تصویر که در محدودهٔ دید کاربر قرار می‌گیرند، متناسب با سطح بزرگ‌نمایی، بارگذاری می‌شوند. این روش نه‌تنها بارِ پردازشی و زمانِ بارگذاری را به شکل چشم‌گیری کاهش می‌دهد، بلکه امکانِ بزرگ‌نماییِ سریع و روان را نیز فراهم می‌آورد. از جمله نمونه‌های برجستهٔ این فناوری‌ها می‌توان به نرم‌افزارهایی چون زومیفای (Zoomify) و اوپن‌سی‌دراگِن (OpenSeadragon)، و نیز استانداردهایی همچون IIIF (چارچوب تعامل‌پذیری تصویر بین‌المللی – International Image Interoperability Framework)، که مجموعه‌ای از قواعد فنی برای نمایش و تبادلِ تصاویر دیجیتال میان سامانه‌های مختلف ارائه می‌دهند، از جمله ابزارهایی‌اند که امکان کاوش دقیق و سازگار در تصاویر گیگاپیکسلی را در فضای وب فراهم می‌کنند، و امروزه در بسیاری از پلتفرم‌های دیجیتال برای نمایش تصاویر با وضوح بسیار بالا به کار می‌روند.

## نمونه‌های برجسته

نگاره‌ای گیگاپیکسلی از هنرمند نامدار، فرانتشک کوپکا، که شاهکار او، کاتِدرال (Katedrála) را از گنجینهٔ پروژه هنر گوگل به نمایش می‌گذارد. نسخه‌ای که در اینجا مشاهده می‌شود، به سبب محدودیت‌های ذاتی قالب JPEG، وضوح آن به ۷۴۶٫۷ مگاپیکسل تقلیل داده شده است؛ با این حال، این اثر با وضوح اصلی و به صورت مجموعه‌ای غنی از تکه‌نگاره‌ها (تایل‌ها)، در صفحهٔ توضیحات پروندهٔ خود در دسترس علاقه‌مندان قرار دارد.

در سال‌های اخیر، پروژه‌های گوناگونی در سراسر جهان به خلق تصاویر گیگاپیکسلیِ چشمگیر و شگفت‌انگیز پرداخته‌اند. از جمله می‌توان به پانوراماهای عظیم از مناظر شهری همچون لندن، شانگهای و دبی اشاره کرد که با جزئیاتی حیرت‌انگیز ثبت شده‌اند. در حوزهٔ علمی، می‌توان به تصاویر سطح ماه و مریخ اشاره کرد که توسط کاوشگرهای ناسا و دیگر نهادهای فضایی با وضوح گیگاپیکسلی گردآوری شده‌اند. همچنین، آثار هنری نام‌آوری چون شب پرستاره اثر ونسان ون گوگ و «شام آخر» اثر لئوناردو دا وینچی، در پلتفرم گوگل آرتس اند کالچر (Google Arts & Culture) با وضوح گیگاپیکسلی بازتولید شده‌اند و امکان کاوشی بی‌سابقه در ریزترین جزئیات را فراهم می‌کنند. افزون بر این، از تصاویر گروهی ثبت‌شده در رویدادهای گسترده نظیر تحلیف ریاست‌جمهوری یا رقابت‌های ورزشی بزرگ نیز می‌توان یاد کرد؛ تصاویری که کاربران را قادر می‌سازند تا چهرهٔ خود یا دیگران را در میان انبوه جمعیت بازیابند.